# Врангел-Питерсбург (Аљаска)
Врангел-Питерсбург (енгл. Wrangell-Petersburg) насељено је место без административног статуса у америчкој савезној држави Аљаска.

## Демографија
Према попису становништва из 2000. у граду је живело 6.684 становника.